# جيمس نورتون
جيمس نورتون (بالإنجليزية: James Norton)‏ (و. 1985 – م) هو ممثل من المملكة المتحدة . ولد في لندن .

## التعليم
تعلم في الأكاديمية الملكية للفنون المسرحية، في تخصص تمثيل، وتحصل منها على بكالوريوس في الفنون، وFitzwilliam College, Cambridge ‏، وكلية أمبلفورث ‏

## روابط خارجية
- جيمس نورتون على موقع IMDb (الإنجليزية)
- جيمس نورتون على موقع قاعدة بيانات الأفلام العربية
- جيمس نورتون على موقع ألو سيني (الفرنسية)
- جيمس نورتون على موقع أول موفي (الإنجليزية)
- جيمس نورتون على موقع قاعدة بيانات الأفلام السويدية (السويدية)
- جيمس نورتون على موقع قاعدة بيانات الفيلم (الإنجليزية)
- جيمس نورتون على موقع كينوبويسك (الروسية)